# Sergio Bianchetto
Sergio Bianchetto (Brenta, 16 februari 1939) is een voormalig Italiaans wielrenner.
Bianchetto won tijdens de Olympische Zomerspelen 1960 in eigen land samen met Giuseppe Beghetto de gouden medaille op het tandem. In 1961 en 1962 werd Bianchetto wereldkampioen bij de amateurs op de sprint. Tijdens de Olympische Zomerspelen 1964 in het Japanse Tokio won Bianchetto wederom goud op het tandem ditmaal samen met Angelo Damiano, in het sprinttoernooi verloor Bianchetto de finale van zijn landgenoot Giovanni Pettenella.

## Resultaten
| Jaar | WK     | Olympische Zomerspelen | Middellandse Zeespelen         |
| ---- | ------ | ---------------------- | ------------------------------ |
| 1960 |        | tandem                 |                                |
| 1961 | sprint |                        |                                |
| 1962 | sprint |                        |                                |
| 1963 | sprint |                        | tijdrit (1 kilometer) · tandem |
| 1964 | sprint | tandem · sprint        |                                |

1908: André Auffray & Maurice Schilles ·
1920: Thomas Lance & Harry Ryan ·
1924: Jean Cugnot & Lucien Choury ·
1928: Daan van Dijk & Bernard Leene ·
1932: Louis Chaillot & Maurice Perrin ·
1936: Carl Lorenz & Ernst Ihbe ·
1948: Renato Perona & Ferdinando Terruzzi ·
1952: Russell Mockridge & Lionel Cox ·
1956: Anthony Marchant & Ian Browne ·
1960: Giuseppe Beghetto & Sergio Bianchetto ·
1964: Sergio Bianchetto & Angelo Damiano ·
1968: Pierre Trentin & Daniel Morelon ·
1972: Igor Zjelovalnikov & Vladimir Semenets